# Willis Ochieng
Willis Ochieng, född 1 januari 1981 i Kenya, är en kenyansk fotbollsmålvakt som är klubblös. Ochieng har spelat för den åländska fotbollsklubben IFK Mariehamn i finska Tipsligan och har spelat ett flertal landskamper för Kenyas landslag. Han blev vald till seriens bästa målvakt i Division 2 Norrland, då han spelade för svenska klubben Skellefteå FF.
Ochieng är en av spelarna som ingår i utredningar om uppgjorda matcher i finska Tipsligan under säsongen 2010.